# Maciej Giertych
Maciej Marian Giertych (Varsavia, 24 marzo 1934) è un politico polacco, membro della Lega delle Famiglie Polacche (LPR), partito schierato su posizioni di conservatorismo sociale. È stato membro della Camera dei deputati polacca tra il 2001 e il 2004 e membro polacco del Parlamento europeo tra il 2004 e il 2009. Si è candidato alle elezioni presidenziali polacche del 2005, ma si è ritirato dalla corsa per gli scarsi consensi ottenuti (circa il 3% dei voti).

## Biografia
Maciej Giertych è nato 24 marzo 1936 a Varsavia. È figlio di Jędrzej Giertych, importante scrittore politico del movimento nazionalista Narodowa Demokracja. Giertych, ha nove fratelli, tra i quali Wojciech Giertych, O.P., Teologo della Casa Pontificia e professore di teologia presso la Pontificia Università san Tommaso d'Aquino in Roma (Angelicum).
Alla fine della guerra la sua famiglia lasciò la Polonia e si stabilì nel Regno Unito. Nel 1954 Giertych cominciò a frequentare l'Università di Oxford, dove, durante i suoi studi, fondò l'Oxford University Polish Society. Ad Oxford Giertych conseguì un Bachelor of arts e un Master of Arts in Scienze forestali. Tra il 1958 e il 1962 studiò presso l'Università di Toronto, dove conseguì un dottorato di ricerca per i suoi studi sulla fisiologia vegetale.
Nel 1962 Giertych ritornò in Polonia, dove completò il percorso di formazione per ottenere un posto da professore assistente presso l'Istituto di Dendrologia dell'Accademia polacca delle scienze (PAN) a Kórnik, vicino a Poznań. Nel 1970 ha ricevuto l'abilitazione all'insegnamento di genetica forestale presso l'Università di Agraria di Poznań. Nel 1976 divenne docente presso l'Università Nicolaus Copernicus di Torun. Giertych ha pubblicato più di 200 lavori e studi, per lo più su temi legati alla genetica forestale. Nel 1976 entrò a far parte del comitato di Scienze Forestali del PAN. Nel 1981 ricevette il grado di professore associato e nel novembre 1989 quello di professore ordinario. Giertych è stato rappresentante della Polonia all'International Union of Forest Research Organisations dal 1986 al 1995.
Dopo la caduta del regime comunista in Polonia nel 1990, Giertych affiancò al suo lavoro scientifico l'attività politica; tra il 1993 e il 2000 è stato consulente del Ministero degli affari ambientali. Nel 1990 è stato membro di partito minore, il Partito Nazionale della Polonia (Stronnictwo Narodowe). Successivamente Giertych entrò a far parte della Lega delle Famiglie Polacche (LPR).
Il 23 settembre 2001, Giertych è stato eletto al Parlamento polacco dal collegio elettorale Poznań. Il 16 giugno del 2004, è diventato un membro del Parlamento europeo per la LPR.

## Idee politiche
Maciej Giertych è schierato su posizioni politiche conservatrici. È stato contrario all'entrata della Polonia nell'Unione Europea, sostenendo la necessità di avere legami più stretti con i paesi dell'Europa orientale (in particolare la Russia), e di difendere l'industria polacca contro quelle che considera pratiche sleali delle società occidentali. Giertych è stato un acceso oppositore della proposta di Costituzione europea. In generale, le opinioni di Maciej Giertych sono in linea con il conservatorismo di ispirazione religiosa polacco.

## Intelligent Design
Giertych è un sostenitore della teoria del disegno intelligente e uno dei firmatari della petizione del Discovery Institute A Scientific Dissent from Darwinism , e attribuisce la creazione dell'universo, la vita, e il suo ulteriore sviluppo a un atto della volontà di Dio. È membro onorario della Daylight Origins Society, un'organizzazione creazionista con sede nel Regno Unito.
Nella sua prefazione al libro del 1999 di Gerard Keane Creation Rediscovered, Giertych ha affermato che le sue opinioni sono passate dal sostegno dell'evoluzione allo scetticismo verso di essa.
Nel 2006, Giertych si è difeso dall'accusa mossagli dalla rivista scientifica Nature di avere sostenuto l'insegnamento del creazionismo nelle scuole. Giertych ha affermato, "Sono uno scienziato – un genetista delle popolazioni con una laurea presso la Oxford University e un dottorato di ricerca presso l'Università di Toronto –. E sono critico verso la teoria dell'evoluzione come scienziato, senza connotazioni religiose"
L'11 ottobre 2006 Giertych ha introdotto e moderato un seminario anti evoluzionista tenuto a Bruxelles per i membri del Parlamento europeo dal titolo Teaching evolutionary theory in Europe. Is your child being indoctrinated in the classroom?
Nel 2008 Giertych è apparso nel film di Ben Stein "Expelled: No Intelligence Allowed". Nel documentario Giertych parla del suo punto di vista sulla teoria dell'evoluzione.